# Téléphone rouge
Pour le film de 1963, voir Le Téléphone rouge.
Pour les articles homonymes, voir Hotline (homonymie).

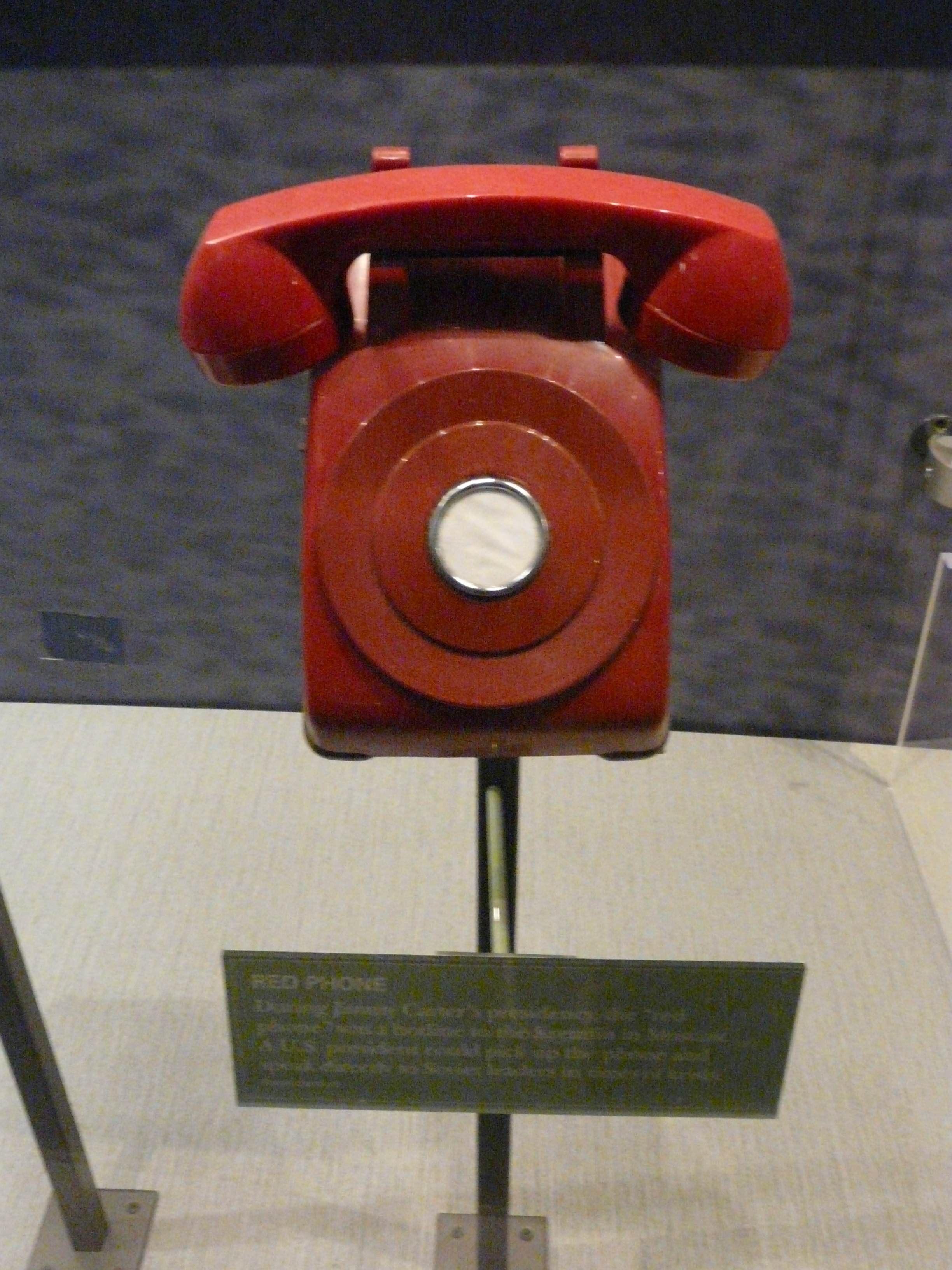
Un « téléphone rouge » sans cadran exposé à la Jimmy Carter Library and Museum.
Ce téléphone est en fait un accessoire fictif, représentant à tort la ligne directe entre Washington et Moscou.

Le téléphone rouge (désigné officiellement, en anglais : Washington–Moscow Direct Communications Link et de façon moins formelle « hotline » ; en russe : Горячая линия Вашингтон-Москва, « Goriatchaïa linia Vachington-Moskva ») est une ligne de communication directe établie le 30 août 1963 entre les États-Unis et l’Union soviétique à la suite d'un accord signé entre les deux pays et entré en vigueur le 20 juin 1963.
Cette dénomination de « téléphone rouge » est en réalité un raccourci lexical repris et popularisé par les médias occidentaux, la ligne étant au départ une ligne de téléscripteur, sa supposée couleur rouge symbolisant simplement le fait qu’il s’agissait d’une ligne d’urgence. Cette ligne de communication, reliant la Maison-Blanche au Kremlin, permet par la suite de désamorcer des situations conflictuelles mettant aux prises les deux blocs que sont l'URSS (devenue en 1991 la fédération de Russie) et les États-Unis d'Amérique lors de la guerre froide.
Si un « téléphone rouge » est souvent présenté comme un dispositif permettant de prévenir les crises et l'escalade, sa mise en place peut être faite dans un but essentiellement psychologique et politique : rassurer les populations contre le risque de guerre accidentelle, montrer une amélioration des relations entre deux États et pour ceux-ci, en faire une question de prestige, la ligne de communication directe démontrant l'importance de son pays par rapport aux autres.
Par la suite, d'autres lignes de communications ont été installées dans divers pays : liaisons Inde-Pakistan (2004 et 2011), liaisons Chine-États-Unis (2007 et 2015) et liaison Corée du Nord-Corée du Sud (2018).

## Liaison États-Unis-Russie

### Historique
L'idée d'un lien de communication direct entre les dirigeants des deux superpuissances est attribuée à Thomas Schelling qui, en 1961, travaille sur le projet War by Accident, Miscalculation and Surprise (« La guerre par accident, erreur de calcul et surprise ») du département de la Défense des États-Unis, mais Schelling pense plutôt que l'idée s'est peu à peu répandue dans le gouvernement grâce au roman populaire 120 minutes pour sauver le monde de Peter George, sorti en 1958 (et qui inspirera le film de Stanley Kubrick sorti en 1964, Docteur Folamour ou : comment j'ai appris à ne plus m'en faire et à aimer la bombe).
Le 20 mars 1960, Jess Gorkin du magazine Parade enthousiasme ses lecteurs après avoir publié une lettre ouverte sur ce sujet au président américain Dwight D. Eisenhower et au dirigeant soviétique Nikita Khrouchtchev, parvenant même à interpeller ce dernier lors de sa visite aux États-Unis. Évoquant un « téléphone blanc », Khrouchtchev est d'ailleurs favorable à l'idée d'un lien direct et en fait ouvertement la promotion lors d'une discussion avec le ministre japonais de la Pêche en mai 1962, quelques mois avant la crise des missiles de Cuba.
Par la suite, l'idée d'un « téléphone rouge » entre les deux pays végète mais, après la crise des missiles de Cuba en 1962 qui mène le monde au bord d'une possible guerre mondiale, la proposition est officiellement envisagée. Durant cette crise, les communications entre Khrouchtchev et le président Kennedy mettent plus de six heures à arriver au destinataire par voie diplomatique, illustrant ainsi la question finale de la lettre ouverte de Gorkin publiée deux ans plus tôt : Must a world be lost for want of a telephone call? (« Un monde doit-il être perdu faute d'un appel téléphonique ? »).
Le 20 juin 1963, le « protocole d'accord entre les États-Unis d'Amérique et l'Union des républiques socialistes soviétiques concernant l'établissement d'une liaison de communication directe » est signé à Genève. Cette entente initiale est renouvelée et mise à jour au fil des décennies par des accords subséquents : le 30 septembre 1971, le 17 juillet 1984, le 24 juin 1988, le 2 juin 1990, le 15 octobre 1999 et le 30 octobre 2008.

### Réalisation de la liaison

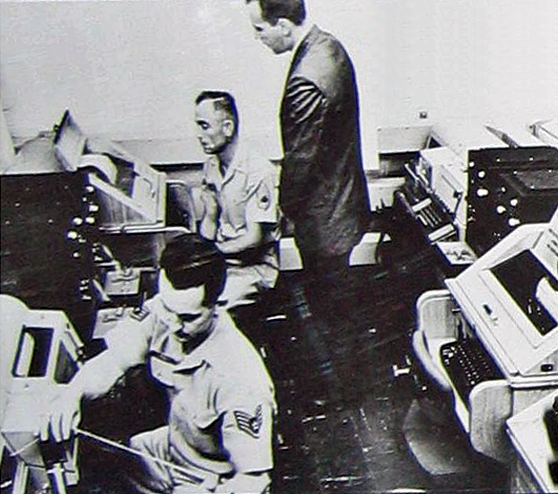
Salle avec l’équipement hotline dans l'aile Est de la Maison-Blanche, avec deux téléimprimeurs occidentaux et deux en cyrillique (en clair), ainsi que quatre machines de chiffrement ETCRRM II (en noir).

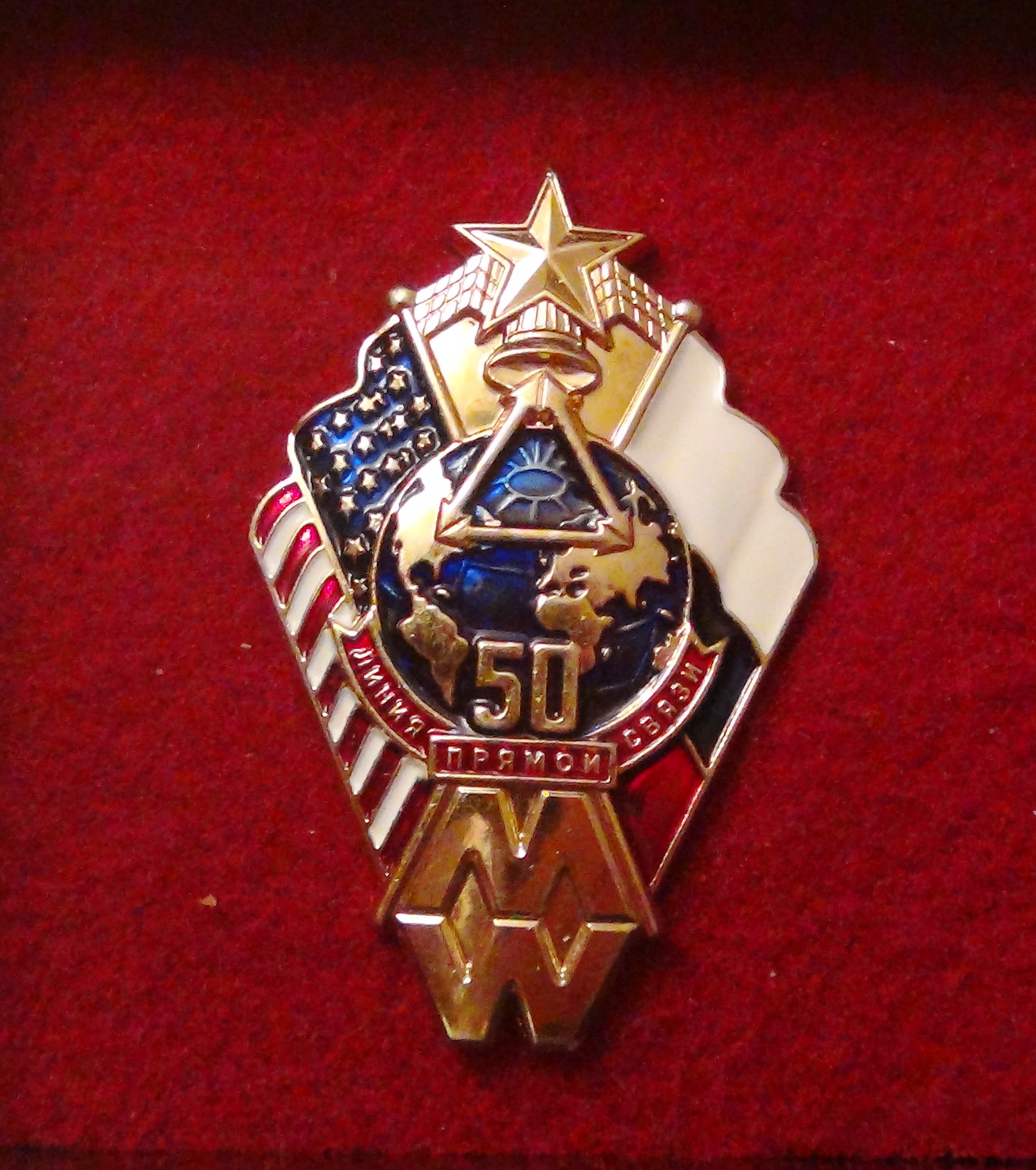
Badge russe intitulé « 50 ans en contact direct », créé en 2013 à l'occasion du de la création de la ligne directe reliant Moscou et Washington.

#### Première génération
La première génération du système de liaison par communication directe entre les deux pays ne transmet pas la voix, car on estime que les communications verbales spontanées peuvent mener à de mauvaises interprétations. Il transmet des messages à la vitesse de 50 bauds ou 66 mots par minute via une ligne télégraphique duplex. La ligne suit le trajet Washington – Londres – Copenhague – Stockholm – Helsinki – Moscou. Au départ, la liaison Washington – Londres transite par le câble TAT-1, le premier câble téléphonique transatlantique. Il existe aussi une liaison radio secondaire, Washington – Tanger – Moscou, utilisée pour les communications de service et la coordination des opérations entre les deux points terminaux, mais aussi comme liaison alternative en cas de coupure de la liaison filaire.
Le chef d'État émetteur formule son message dans sa propre langue, puis celui-ci est traduit par le destinataire avant d'être transmis au chef d'État concerné, avec le message original.
Aux États-Unis, le terminal est situé au National Military Command Center (en) au Pentagone. Selon Léonid Brejnev, le terminal soviétique est géré par des civils au quartier général du parti communiste.

#### Seconde génération
En 1971, alors que de nouvelles technologies sont désormais disponibles, les deux camps décident d'améliorer le système car l'URSS craint qu'une guerre nucléaire puisse être déclenchée sur un malentendu causé délibérément par la Chine.
La première ligne télégraphique est complétée par deux liaisons radio par satellite, l'une composée de satellites américains Intelsat et l'autre de satellites soviétiques Molniya II. La mise à niveau du système dure de 1971 à 1978 et, à cette occasion, la liaison radio Washington – Tanger – Moscou est fermée.
Plusieurs terminaux sont ajoutés des deux côtés ; les Américains en installent deux supplémentaires, dont un situé à la Maison-Blanche qui a la capacité de neutraliser et de verrouiller les deux autres.

#### Troisième génération
Le système est modernisé en 1984. L’Union soviétique utilise alors des satellites géostationnaires de type Gorizont de la flotte Statsionar (en) pour remplacer les satellites Molniya II. Par ailleurs, des fonctionnalités de fax à haute vitesse sont ajoutées. Ceci permet aux chefs d'État des deux pays d'échanger rapidement des documents et autres données à la vitesse de 4,8 kbit/s.

#### Quatrième génération
Le 1er janvier 2008, une liaison par fibre optique est mise en service, permettant ainsi des transmissions vocales et l'échange de messages par courriel.

### Sécurité des communications
La ligne de communication est sécurisée grâce au principe du masque jetable, à l'aide de machines de chiffrement dites Electronic Teleprinter Cryptographic Regenerative Repeater Mixer (ETCRRM) fabriquées en Norvège,.
Les Soviétiques fournissent leurs clés de chiffrement à l'ambassade des États-Unis à Moscou et les Américains à l'ambassade de l'URSS à Washington. Les clés sont changées à chaque communication et détruites lorsque celle-ci est terminée.
La technique du masque jetable est utilisée pour plusieurs raisons : c’est le seul chiffrement qui est théoriquement inviolable si plusieurs conditions sont respectées et les valises diplomatiques sont une solution pratique pour un échange sécurisé des clés aléatoires. De plus, le principe de masque jetable était souvent utilisé par l’URSS et ses agents. Le masque jetable, système très simple et connu depuis 1917, évitait d’avoir à divulguer le fonctionnement d’un algorithme secret de chiffrement à une tierce partie. Les États ont toujours jalousement gardé secrets les rouages de leurs algorithmes, même si cette pratique est potentiellement risquée (principe de Kerckhoffs).

### Divers
Le 30 août 1963, afin de tester la liaison les États-Unis envoient un premier message qui contient toutes les lettres de l'alphabet latin : The quick brown fox jumped over the lazy dog's back 1234567890 (« Le renard brun rapide a sauté par-dessus le dos du chien paresseux 1234567890 »). Les soviétiques envoient une description poétique du soleil couchant sur Moscou ; dès lors, la liaison est testée toutes les heures par l'expédition d'un message quelconque, pourvu qu'il ne contienne pas d'insinuations risquant un incident diplomatique. Moscou envoie des passages littéraires et Washington des extraits de l'Encyclopædia Britannica. Les Soviétiques émettent aux heures impaires, les Américains aux heures paires ; les deux côtés échangeant des vœux pour le nouvel an ainsi que tous les 30 août.
Le câble fut sectionné par un agriculteur finlandais labourant son champ, un chalutier de pêche ou encore par un bulldozer à Copenhague.
Durant les négociations des traités Salt sur la limitation des armements stratégiques (Salt II), le président Jimmy Carter envoie des messages personnels à Léonid Brejnev mais reçoit en réponse des messages qui semblent provenir d'une obscure bureaucratie plutôt que du dirigeant soviétique en personne. Le président américain utilise alors le « téléphone rouge » pour se faire entendre mais, la ligne ne devant être utilisée que dans un contexte de crise, les Soviétiques répondent « s'il vous plaît, ne faites plus jamais ça ! ».
Durant les essais de la liaison de seconde génération, les échanges (par un canal de service) entre les techniciens des deux pays, habituellement polis et sobres, prennent à partir de la fin de 1975, une tournure plus joviale qu'à l'accoutumée : les Soviétiques débutent souvent les essais par « bonjour chers estimés collègues » et félicitent les Américains lors des jours de fêtes comme le 4 juillet, ces derniers félicitant leurs homologues russes à l'occasion de dates d'anniversaire comme par exemple celle du lancement de Spoutnik.
Le 21 novembre 2024, la Russie bombarde l’usine aéronautique ukrainienne Pivdenmach, située dans le centre de Dnipro, à l'aide d'un missile balistique à moyenne portée (CF. RS-26 Rubezh) équipé pour l'occasion d'explosifs classiques, mais qui est en mesure de porter des têtes nucléaires. Il s'agit de la première utilisation historique d'un tel type de missile dans un conflit. Le Département de la Défense des États-Unis a annoncé avoir été informé par Moscou peu avant le lancement du missile via « les canaux de réduction du risque nucléaire », 30 minutes avant son tir, selon le porte-parole du Kremlin.

## Liaisons Inde-Pakistan
En 2004, l'Inde et le Pakistan reprennent le principe du « téléphone rouge » en mettant en place une liaison directe entre leurs ministères des Affaires étrangères respectifs, en vue d'éviter un conflit. Ces deux pays, dotés chacun de la puissance nucléaire sont en état de tension sur le Cachemire depuis les années 1940.
En 2011, les deux pays mettent en place une autre liaison directe, cette fois entre les ministères de l'Intérieur, dans le but de « contrer les menaces terroristes ».

## Liaisons Chine-Russie
Une ligne téléphonique est mise en place entre la Chine et l'URSS dans le cadre du pacte sino-soviétique, mais alors que le conflit entre les deux pays est sur le point de dégénérer, Alexis Kossyguine tente de joindre directement Mao Zedong le 21 mars 1969, sans succès : l'opérateur chinois refuse de transférer l'appel, qualifiant Kossyguine d'« élément révisionniste ». Peu après, les autorités chinoises déclarent qu'étant donné l'état de leur relation, « une ligne téléphonique directe n'était plus avantageuse ».
Le 3 mai 1998, une liaison directe est ouverte entre le président russe et chinois, suivi en mars 2008 par un lien téléphonique entre les ministères de la Défense des deux États dans le but de « renforcer leur coopération bilatérale ».

## Liaisons Chine-États-Unis
Lors d'une réunion secrète tenue en novembre 1973 à Pékin, Henry Kissinger alors secrétaire d'État, propose au Premier ministre chinois Zhou Enlai la mise en place d'une ligne directe entre leurs deux pays, mais la Chine refuse.
Dans les années 1990, en échange d'un vote d'abstention lors d'une résolution du Conseil de sécurité des Nations unies sur l'Irak, les États-Unis s'engagent à aider la Chine qui cherche à améliorer son image et ses relations après la répression sanglante des manifestations de la place Tian'anmen. Dans ce contexte, des discussions s'ouvrent pour l'établissement d'une ligne directe entre les deux États. Après un report dû à l'annonce de la réouverture de la liaison entre la Chine et la Russie, les discussions reprennent et en 1998 un accord portant sur la création d'une ligne directe de communication est signé entre Madeleine Albright et Tang Jiaxuan, contribuant ainsi à élever la Chine au rang de superpuissance.
Le 5 novembre 2007, la Chine et les États-Unis conviennent de l’installation d’un « téléphone rouge » commun entre les autorités militaires, à l’occasion de la visite en Chine du secrétaire à la Défense américain, Robert Gates,.
Une autre ligne est installée en 2015 pour échanger des informations sur leurs activités dans l'espace, et ainsi éviter les malentendus qui pourraient déboucher sur une crise.

## Liaisons Corée du Nord-Corée du Sud
Une ligne téléphonique est ouverte en septembre 1971 à Panmunjeom afin de permettre les communications de la Croix-Rouge de part et d'autre de la zone démilitarisée. Le 4 juin 1972, les deux pays annoncent leur intention d'ouvrir plusieurs autres lignes ; ainsi, un total de trente-trois liens de communications sont mis en service : cinq pour les communications quotidiennes, vingt et un pour les négociations inter coréennes, deux pour le trafic aérien, deux pour les questions maritimes et trois concernent la coopération économique.
La ligne de Panmunjeom est testée quotidiennement en semaine mais au gré des tensions entre les deux pays, la Corée du Nord cesse parfois de répondre aux appels. Ainsi, le 3 janvier 2018, elle répond finalement aux appels du Sud après presque deux ans de silence.
Le 20 avril 2018, la Corée du Nord et la Corée du Sud décident l’installation d’un « téléphone rouge » commun. Cette ligne relie la Maison bleue, la présidence sud-coréenne à Séoul et le bureau à Pyongyang de la Commission nord-coréenne des Affaires d'État, présidée par le dirigeant nord-coréen Kim Jong-un.

## Autres liaisons
Plusieurs liaisons entre des capitales européennes et Moscou sont établies, plus pour des questions liées au prestige, à la politique ou à la diplomatie que pour répondre à un impératif de sécurité. Ainsi, en 1966, la France et l'URSS décident d'installer une liaison Télex entre le palais de l'Élysée et le Kremlin ; liaison qui est améliorée à la fin des années 1980 grâce au télécopieur haute vitesse, une technologie également utilisée pour le lien direct mis en service entre Bonn et Moscou en 1989. La ligne entre les autorités britanniques et russes, que les premiers souhaitent depuis 1963 est enfin réalisée en 1992.
En 1945, un téléphone rouge (littéralement) fabriqué par Siemens et utilisé par Adolf Hitler pour envoyer ses ordres à la Wehrmacht est saisi dans le bunker du dictateur par les troupes soviétiques qui en font cadeau à un officier britannique. L'appareil est vendu aux enchères en 2017 pour la somme de 243 000 dollars.
Dans la salle des séances du Parlement de Galice, le siège du président du gouvernement, au premier rang de l'hémicycle, est équipé d'un téléphone rouge. Utilisé par Fernando González Laxe, Manuel Fraga, Emilio Pérez Touriño et Alberto Núñez Feijóo, il est tombé en désuétude avec l'usage du smartphone et des applications de messagerie instantanée.

## Dans la culture populaire

### Littérature
- Dans le roman La Somme de toutes les peurs (1991) de Tom Clancy, le téléphone rouge entre les États-Unis et la Russie est utilisé. De même pour l'adaptation au cinéma de cette même œuvre.

### Cinéma et télévision
- Dans le film Forrest Gump (1994) de Robert Zemeckis, pendant une invitation à la Maison-Blanche sous la présidence de John F. Kennedy, le personnage de Forrest Gump découvre le téléphone rouge dans les toilettes, à côté d'une photographie de l'actrice Marilyn Monroe.
- Dans la série télévisée d'animation Les Supers Nanas, la ligne directe (hotline) qui relie le domicile des Supers Nanas au bureau du maire de Metropolis n'est pas sans rappeler le téléphone rouge, présent pour désamorcer les crises qui menacent la ville.

### Jeu vidéo
- Dans le jeu vidéo Call of Duty: Black Ops, dans la map « Five » du mode « Zombies », qui prend place dans un Pentagone post-apocalyptique, il est possible d'interagir avec des téléphones rouges.